# II Giochi olimpici giovanili estivi
I II Giochi olimpici giovanili estivi (in cinese: 第二届夏季青年奥运会, pinyin: Dì Èr Jiè Xiàjì Qīngnián Àolínpǐkè Yùndònghuì) si sono svolti a Nanchino, in Cina, dal 16 al 28 agosto 2014.

## Assegnazione

### Calendario
Il 19 dicembre 2008 è stato ufficializzato il calendario per l'assegnazione dei GOG estivi 2014, che è il seguente:
- 2 febbraio 2009: Termine per la consegna delle candidature;
- 4 settembre 2009: Consegna dei documenti di candidatura;
- dicembre 2009: Designazione della short list delle città candidate da parte del Comitato Esecutivo del CIO;
- gennaio 2010: La commissione di valutazione consegna il documento finale riguardante le candidature;
- febbraio 2010: Elezione della città organizzatrice dei II Giochi Olimpici Giovanili durante la 122ª sessione del CIO a Vancouver.

### Candidature
Il 2 aprile 2009 il Comitato Olimpico Internazionale ha reso noto i nomi delle città ufficialmente candidate ai Giochi 2014. Esse erano:
- Nanchino, Cina
- Poznań, Polonia

### Altre candidature
La città messicana di Guadalajara si ritirò dal processo di candidatura a sole tre settimane dalla data in cui il Comitato Olimpico Internazionale avrebbe scelto la città organizzatrice dei Giochi. Le motivazioni furono la priorità da dare all'organizzazione dei XVI Giochi panamericani del 2011 e le limitazioni economiche e temporali per la presentazione del progetto definitivo di candidatura.
Altri tre Comitati Olimpici nazionali avevano ufficialmente dichiarato interesse nella manifestazione consegnando il 2 febbraio 2008 la dichiarazione di intenti. I Paesi che avevano proposto la propria candidatura sono (riportiamo la città candidata solo se già scelta dal Comitato):
- Giacarta, Indonesia
- Marocco
- Turchia

Inizialmente anche l'India aveva manifestato l'intenzione di organizzare i II Giochi Olimpici Giovanili estivi del 2014. Il presidente dell'Associazione Olimpica Indiana dichiarò che, dopo la decisione di non concorrere per la XXXI Olimpiade del 2016, l'organizzazione dei Giochi del Commonwealth del 2010 e il fallimento della candidatura per i Giochi Asiatici del 2014, i GOG del 2014 avrebbero potuto essere un gradino importante verso le Olimpiadi del 2020. Le possibili città organizzatrici sarebbero state Delhi o Pune.
Anche le città di Mosca e Belgrado si mostrarono interessate all'organizzazione dell'evento: la prima dopo la sconfitta con Singapore per l'organizzazione dei I Giochi olimpici giovanili estivi, la seconda dopo la mancata consegna dei documenti di candidatura per la prima edizione.

### Votazione finale
La votazione si è svolta il 10 febbraio 2010.
|          | Votazione |
| Nanchino | 47        |
| Poznań   | 42        |

## I Giochi

### Paesi partecipanti
203 Paesi su 204 partecipano ai Giochi. Un atleta del Sudan del Sud ha partecipato ai Giochi sotto la bandiera olimpica, poiché tale Paese non aveva ancora un Comitato olimpico. La Nigeria non partecipa ai giochi in seguito a pressioni delle autorità cinesi a causa dell'epidemia di febbre emorragica di Ebola in Africa occidentale del 2014.
- Afghanistan (2)
- Albania (5)
- Algeria (34)
- Andorra (10)
- Angola (15)
- Antigua e Barbuda (5)
- Arabia Saudita (5)
- Argentina (60)
- Armenia (14)
- Aruba (4)
- Atleti Olimpici Indipendenti (1)
- Australia (89)
- Austria (33)
- Azerbaigian (21)
- Bahamas (14)
- Bahrein (5)
- Bangladesh (13)
- Barbados (8)
- Belgio (34)
- Belize (3)
- Benin (5)
- Bermuda (7)
- Bhutan (2)
- Bielorussia (35)
- Birmania (4)
- Bolivia (8)
- Bosnia ed Erzegovina (6)
- Botswana (8)
- Brasile (97)
- Brunei (3)
- Bulgaria (27)
- Burkina Faso (3)
- Burundi (8)
- Cambogia (3)
- Camerun (3)
- Canada (75)
- Capo Verde (20)
- Ciad (2)
- Cile (15)
- Cina (123) (Ospitante)
- Cipro (6)
- Colombia (34)
- Comore (4)
- Corea del Nord (6)
- Corea del Sud (75)
- Costa d'Avorio (4)
- Costa Rica (3)
- Croazia (24)
- Cuba (13)
- Danimarca (15)
- Dominica (2)
- Ecuador (19)
- Egitto (83)
- El Salvador (8)
- Emirati Arabi Uniti (4)
- Eritrea (3)
- Estonia (17)
- Etiopia (15)
- Figi (26)
- Finlandia (14)
- Filippine (7)
- Francia (82)
- Gabon (3)
- Gambia (2)
- Georgia (12)
- Germania (85)
- Ghana (10)
- Giamaica (20)

- Giappone (78)
- Gibuti (5)
- Giordania (6)
- Gran Bretagna (33)
- Grecia (22)
- Grenada (4)
- Guam (8)
- Guatemala (20)
- Guinea (4)
- Guinea-Bissau (2)
- Guinea Equatoriale (2)
- Guyana (4)
- Haiti (3)
- Honduras (21)
- Hong Kong (18)
- India (32)
- Indonesia (27)
- Iran (16)
- Iraq (5)
- Irlanda (16)
- Isole Cayman (6)
- Isole Cook (4)
- Isole Marshall (4)
- Isole Vergini Americane (5)
- Isole Vergini Britanniche (8)
- Isole Salomone (3)
- Islanda (20)
- Israele (14)
- Italia (69)
- Kazakistan (51)
- Kenya (24)
- Kirghizistan (7)
- Kiribati (3)
- Kuwait (5)
- Laos (2)
- Lesotho (7)
- Lettonia (13)
- Libano (4)
- Liberia (2)
- Libia (3)
- Liechtenstein (1)
- Lituania (21)
- Lussemburgo (4)
- Macedonia (5)
- Madagascar (4)
- Malawi (5)
- Maldive (3)
- Malaysia (20)
- Mali (4)
- Malta (4)
- Marocco (15)
- Mauritania (3)
- Mauritius (4)
- Messico (78)
- Micronesia (4)
- Moldavia (11)
- Monaco (1)
- Mongolia (5)
- Montenegro (5)
- Mozambico (3)
- Namibia (30)
- Nauru (2)
- Nepal (2)
- Nicaragua (4)
- Niger (4)
- Norvegia (31)
- Nuova Zelanda (50)
- Oman (3)

- Paesi Bassi (41)
- Pakistan (12)
- Palau (3)
- Palestina (4)
- Panama (8)
- Papua Nuova Guinea (24)
- Paraguay (10)
- Perù (40)
- Polonia (59)
- Portogallo (21)
- Porto Rico (23)
- Qatar (21)
- Rep. Ceca (37)
- Rep. Centrafricana (2)
- Rep. del Congo (8)
- RD del Congo (4)
- Rep. Dominicana (10)
- Romania (41)
- Russia (84)
- Ruanda (11)
- Saint Kitts e Nevis (3)
- Saint Vincent e Grenadine (4)
- San Marino (3)
- Saint Lucia (6)
- São Tomé e Príncipe (4)
- Samoa (2)
- Samoa Americane (5)
- Senegal (6)
- Serbia (24)
- Seychelles (3)
- Sierra Leone (6)
- Singapore (18)
- Siria (10)
- Slovacchia (37)
- Slovenia (48)
- Somalia (2)
- Spagna (66)
- Sri Lanka (9)
- Stati Uniti (94)
- Sudafrica (54)
- Sudan (5)
- Suriname (6)
- Svezia (32)
- Svizzera (19)
- eSwatini (4)
- Tagikistan (8)
- Taipei cinese (47)
- Tanzania (4)
- Thailandia (37)
- Timor Est (2)
- Togo (3)
- Tonga (3)
- Trinidad e Tobago (11)
- Tunisia (50)
- Turchia (41)
- Turkmenistan (3)
- Tuvalu (3)
- Ucraina (58)
- Uganda (6)
- Ungheria (57)
- Uruguay (22)
- Uzbekistan (28)
- Vanuatu (21)
- Venezuela (59)
- Vietnam (13)
- Yemen (3)
- Zambia (24)
- Zimbabwe (10)

### Discipline
A questi secondi Giochi olimpici giovanili estivi gli sport praticati sono 29.
- Atletica leggera
- Badminton
- Beach volley
- Calcio
- Canoa/Kayak
- Canottaggio
- Ciclismo
- Equitazione
- Ginnastica
- Golf
- Hockey su prato
- Judo
- Lotta
- Nuoto
- Pallacanestro
- Pallamano
- Pentathlon moderno
- Pugilato
- Rugby a 7
- Scherma
- Sollevamento pesi
- Taekwondo
- Tennis tavolo
- Tennis
- Tiro
- Tiro con l'arco
- Triathlon
- Tuffi
- Vela

### Calendario degli eventi
| ● | Cerimonia di apertura | ● | Competizioni | ● | Finali | ● | Cerimonia di chiusura |

| Agosto                   | 14 Gio | 15 Ven | 16 Sab | 17 Dom | 18 Lun | 19 Mar | 20 Mer | 21 Gio | 22 Ven | 23 Sab | 24 Dom | 25 Lun | 26 Mar | 27 Mer | 28 Gio | Eventi |
| ------------------------ | ------ | ------ | ------ | ------ | ------ | ------ | ------ | ------ | ------ | ------ | ------ | ------ | ------ | ------ | ------ | ------ |
| Cerimonie                |        |        | ●      |        |        |        |        |        |        |        |        |        |        |        | ●      |        |
| Atletica leggera         |        |        |        |        |        |        | ●      | ●      | ●      | 13     | 12     | 11     | 1      |        |        | 37     |
| Badminton                |        |        |        | ●      | ●      | ●      | ●      | ●      | 3      |        |        |        |        |        |        | 3      |
| Beach volley             |        |        |        | ●      | ●      | ●      |        | ●      | ●      |        | ●      | ●      | 1      | 1      |        | 2      |
| Calcio                   | ●      | ●      |        | ●      | ●      |        | ●      | ●      |        | ●      | ●      | ●      | 1      | 1      |        | 2      |
| Canoa/Kayak              |        |        |        |        |        |        |        |        |        | ●      | 4      |        | ●      | 4      |        | 8      |
| Canottaggio              |        |        |        | ●      | ●      | ●      | 4      |        |        |        |        |        |        |        |        | 4      |
| Ciclismo                 |        |        |        | ●      | ●      | ●      | ●      |        | 2      |        | 1      |        |        |        |        | 3      |
| Equitazione              |        |        |        |        |        | ●      | 1      | ●      | ●      | ●      | 1      |        |        |        |        | 2      |
| Ginnastica               |        |        |        | ●      | ●      | 1      | 1      | 1      | 1      | 5      | 5      |        | ●      | 2      |        | 16     |
| Golf                     |        |        |        |        |        | ●      | ●      | 2      |        |        | ●      | ●      | 1      |        |        | 3      |
| Hockey su prato          |        |        |        | ●      | ●      | ●      | ●      | ●      |        | ●      | ●      | ●      | 1      | 1      |        | 2      |
| Judo                     |        |        |        | 3      | 3      | 2      |        | 1      |        |        |        |        |        |        |        | 9      |
| Lotta                    |        |        |        |        |        |        |        |        |        |        |        | 5      | 4      | 5      |        | 14     |
| Nuoto                    |        |        |        | 3      | 8      | 5      | 7      | 4      | 9      |        |        |        |        |        |        | 36     |
| Pallacanestro            |        |        |        |        | ●      | ●      | ●      | 2      | ●      | ●      | ●      | ●      | 2      |        |        | 4      |
| Pallamano                |        |        |        |        |        |        | ●      | ●      | ●      |        | ●      | 2      |        |        |        | 2      |
| Pentathlon moderno       |        |        |        |        |        |        |        |        | ●      | 1      | 1      |        | 1      |        |        | 3      |
| Pugilato                 |        |        |        |        |        |        |        |        |        | ●      | ●      | ●      | 3      | 10     |        | 13     |
| Rugby a 7                |        |        |        | ●      | ●      | ●      | 2      |        |        |        |        |        |        |        |        | 2      |
| Scherma                  |        |        |        | 2      | 2      | 2      | 1      |        |        |        |        |        |        |        |        | 7      |
| Sollevamento pesi        |        |        |        | 2      | 2      | 2      |        | 2      | 2      | 1      |        |        |        |        |        | 11     |
| Taekwondo                |        |        |        | 2      | 2      | 2      | 2      | 2      |        |        |        |        |        |        |        | 10     |
| Tennis tavolo            |        |        |        | ●      | ●      | ●      | 2      | ●      | ●      | 1      |        |        |        |        |        | 3      |
| Tennis                   |        |        |        | ●      | ●      | ●      | ●      | ●      | ●      | 2      | 3      |        |        |        |        | 5      |
| Tiro                     |        |        |        | 1      | 1      | 1      | 1      | 1      | 1      |        |        |        |        |        |        | 6      |
| Tiro con l'arco          |        |        |        |        |        |        |        |        | ●      | ●      | 1      | 1      | 1      |        |        | 3      |
| Triathlon                |        |        |        | 1      | 1      |        |        | 1      |        |        |        |        |        |        |        | 3      |
| Tuffi                    |        |        |        |        |        |        |        |        |        | 1      | 1      | 1      | 1      | 1      |        | 5      |
| Vela                     |        |        |        |        | ●      | ●      | ●      |        | ●      | 4      |        |        |        |        |        | 4      |
| Totale medaglie d'oro    |        |        |        | 14     | 19     | 15     | 21     | 16     | 18     | 28     | 29     | 20     | 17     | 25     |        | 222    |
| Medaglie d'oro assegnate |        |        |        | 14     | 33     | 48     | 69     | 85     | 103    | 131    | 160    | 180    | 197    | 222    |        | 222    |
| Agosto                   | 14 Gio | 15 Ven | 16 Sab | 17 Dom | 18 Lun | 19 Mar | 20 Mer | 21 Gio | 22 Ven | 23 Sab | 24 Dom | 25 Lun | 26 Mar | 27 Mer | 28 Gio | Eventi |

## Risultati

### Medagliere
Il comitato organizzatore dei Giochi olimpici giovanili di Nanchino non redige un medagliere ufficiale. Le informazioni della tabella sottostante sono basate sulle informazioni provenienti dal Comitato Olimpico Internazionale e sono ordinate sulla base del criterio usato per la redazione del medagliere dei Giochi olimpici cioè considerando in successione il numero di medaglie d'oro, d'argento e di bronzo. In caso di perfetta parità viene seguito l'ordine alfabetico.
Le medaglie conseguite da squadre miste, cioè composte da atleti provenienti da più paesi, vengono conteggiate a parte.
| Posizione | Nazione              | Oro | Argento | Bronzo | Totale |
| --------- | -------------------- | --- | ------- | ------ | ------ |
| 1         | Cina                 | 38  | 13      | 14     | 65     |
| 2         | Russia               | 27  | 19      | 11     | 57     |
| 3         | Stati Uniti          | 10  | 5       | 7      | 22     |
| 4         | Francia              | 8   | 3       | 9      | 20     |
| 5         | Italia               | 7   | 8       | 8      | 23     |
| 5         | Ucraina              | 7   | 8       | 8      | 23     |
| 7         | Giappone             | 7   | 9       | 5      | 21     |
| 8         | Ungheria             | 6   | 6       | 11     | 23     |
| 9         | Brasile              | 6   | 6       | 1      | 13     |
| 10        | Azerbaigian          | 5   | 6       | 1      | 12     |
| 11        | Gran Bretagna        | 5   | 5       | 10     | 20     |
| 12        | Polonia              | 5   | 0       | 1      | 6      |
| 13        | Corea del Sud        | 4   | 6       | 5      | 15     |
| 14        | Australia            | 4   | 3       | 14     | 21     |
| 15        | Bielorussia          | 4   | 3       | 0      | 7      |
| 16        | Etiopia              | 3   | 3       | 2      | 8      |
| 16        | Taipei cinese        | 3   | 3       | 2      | 8      |
| 18        | Thailandia           | 3   | 2       | 3      | 8      |
| 19        | Lituania             | 3   | 2       | 2      | 7      |
| 20        | Corea del Nord       | 3   | 2       | 0      | 5      |
| 21        | Kazakistan           | 3   | 1       | 4      | 8      |
| 22        | Croazia              | 3   | 1       | 1      | 5      |
| 22        | Giamaica             | 3   | 1       | 0      | 4      |
| 24        | Iran                 | 3   | 0       | 3      | 6      |
| 25        | Germania             | 2   | 8       | 15     | 25     |
| 26        | Bulgaria             | 2   | 4       | 0      | 6      |
| 27        | Uzbekistan           | 2   | 3       | 3      | 8      |
| 28        | Romania              | 2   | 3       | 0      | 5      |
| 29        | Armenia              | 2   | 2       | 3      | 7      |
| 29        | Slovenia             | 2   | 2       | 3      | 7      |
| 31        | Kenya                | 2   | 2       | 1      | 5      |
| 32        | Spagna               | 2   | 1       | 6      | 9      |
| 33        | Egitto               | 2   | 1       | 5      | 8      |
| 34        | Nuova Zelanda        | 2   | 1       | 2      | 5      |
| 35        | Cuba                 | 2   | 1       | 1      | 4      |
| 36        | Singapore            | 2   | 1       | 0      | 3      |
| 36        | Svizzera             | 2   | 1       | 0      | 3      |
| 38        | Paesi Bassi          | 1   | 4       | 5      | 10     |
| 39        | Turchia              | 1   | 3       | 6      | 10     |
| 40        | Rep. Ceca            | 1   | 3       | 3      | 7      |
| 41        | Argentina            | 1   | 2       | 4      | 7      |
| 42        | Svezia               | 1   | 2       | 3      | 6      |
| 43        | Moldavia             | 1   | 1       | 1      | 3      |
| 44        | Vietnam              | 1   | 1       | 0      | 2      |
| 45        | Norvegia             | 1   | 0       | 3      | 4      |
| 46        | Colombia             | 1   | 0       | 2      | 3      |
| 47        | Austria              | 1   | 0       | 1      | 2      |
| 47        | Perù                 | 1   | 0       | 1      | 2      |
| 49        | Ghana                | 1   | 0       | 0      | 1      |
| 49        | Sudafrica            | 1   | 0       | 0      | 1      |
| 49        | Suriname             | 1   | 0       | 0      | 1      |
| 49        | Zambia               | 1   | 0       | 0      | 1      |
| 53        | Venezuela            | 0   | 6       | 2      | 8      |
| 54        | Messico              | 0   | 5       | 6      | 11     |
| 55        | Canada               | 0   | 4       | 3      | 7      |
| 56        | Hong Kong            | 0   | 4       | 1      | 5      |
| 57        | Belgio               | 0   | 2       | 4      | 6      |
| 58        | Georgia              | 0   | 2       | 1      | 3      |
| 58        | Irlanda              | 0   | 2       | 1      | 3      |
| 58        | Slovacchia           | 0   | 2       | 1      | 3      |
| 61        | Botswana             | 0   | 2       | 0      | 2      |
| 61        | Grecia               | 0   | 2       | 0      | 2      |
| 63        | Danimarca            | 0   | 1       | 3      | 4      |
| 64        | Bahrein              | 0   | 1       | 1      | 2      |
| 64        | India                | 0   | 1       | 1      | 2      |
| 64        | Malaysia             | 0   | 1       | 1      | 2      |
| 64        | Portogallo           | 0   | 1       | 1      | 2      |
| 64        | Trinidad e Tobago    | 0   | 1       | 1      | 2      |
| 64        | Tunisia              | 0   | 1       | 1      | 2      |
| 70        | Burundi              | 0   | 1       | 0      | 1      |
| 70        | Bosnia ed Erzegovina | 0   | 1       | 0      | 1      |
| 70        | Cipro                | 0   | 1       | 0      | 1      |
| 70        | Rep. Dominicana      | 0   | 1       | 0      | 1      |
| 70        | El Salvador          | 0   | 1       | 0      | 1      |
| 70        | Kirghizistan         | 0   | 1       | 0      | 1      |
| 70        | Mongolia             | 0   | 1       | 0      | 1      |
| 70        | Serbia               | 0   | 1       | 0      | 1      |
| 70        | Uganda               | 0   | 1       | 0      | 1      |
| 79        | Bahamas              | 0   | 0       | 2      | 2      |
| 80        | Gibuti               | 0   | 0       | 1      | 1      |
| 80        | Figi                 | 0   | 0       | 1      | 1      |
| 80        | Grenada              | 0   | 0       | 1      | 1      |
| 80        | Indonesia            | 0   | 0       | 1      | 1      |
| 80        | Iraq                 | 0   | 0       | 1      | 1      |
| 80        | Islanda              | 0   | 0       | 1      | 1      |
| 80        | Lettonia             | 0   | 0       | 1      | 1      |
| 80        | Marocco              | 0   | 0       | 1      | 1      |
| -         | Squadra mista        | 13  | 12      | 14     | 39     |
| Totale    | Totale               | 224 | 220     | 240    | 684    |